# Heartbreaker (album Sebastiana Riedla i Cree)
Heartbreaker – siódmy album studyjny Sebastiana Riedla i Cree, wydany w "piątek trzynastego", tj. 13 listopada 2015. Do promocji płyty jako pierwszy utwór wybrano balladę „Na dnie twojego serca”.

## Lista utworów
1. Nigdy mało
2. Z nieba spadło
3. Na dnie twojego serca
4. Każdy rodzi się świętym
5. Możesz na mnie liczyć
6. Modlitwa Bluesmana w pociągu
7. Głodne duchy
8. Wielkie plany
9. 7 rano
10. Heartbreaker Girl
11. Senne miasto